# 伊津美敬
伊津美 敬（いづみ たかし、1981年〈昭和56年〉12月3日 - ）は、日本の起業家、プロデューサー、プロモーター、アーティスト、クリエイター、シンガー、ギタリスト、株式会社IZUMI PROMOTION代表取締役社長。

## 略歴
中学時代 - X JAPANのライブビデオ「破滅に向かって」をきっかけにバンド活動を始める。また、当時週刊少年マガジンに掲載されていた松本大治のバンド漫画「DESPERADO」も音楽活動においてバイブルとなっている。音楽活動を始めた当初の担当パートはギターであった。
高校卒業後、単身で兵庫県姫路市に拠点を移し、ライブハウスレストラン 姫路ケントスで働きながら路上での弾き語りなどを行っていた。
2000年 - 矢沢永吉の著書「成りあがり」に影響を受け、夜行バスで単身上京。
2005年 - インディーズバンド「未成年」を結成と同時に自主レーベル OFFICE TEENAGE を設立。
2010年 - 1st アルバム「masurawo」をリリース。同時に日本国内にてリリースツアーを開始。同ツアー終了後に間も無く再び国内ツアーを行う。
2011年 - 2nd アルバム「Peterpan Syndrome」をリリース。同時に日本国内にてリリースツアーを開始。ツアー終了後メンバー脱退により活動休止。
2012年 - ソロアーティスト 伊津美昴 IZUMI SUBARU として活動開始。シングル「沈没船の船長より」をデジタル配信リリース（JCOM音楽情報番組「J:HEAVEN」EDテーマ）。シングル「クリスマスには俺のもとへ帰って来いよー!」を配信リリース（テレビ朝日「musicる」冬うたバトル2012ノミネート）。バンド結成以前に制作されたアルバム「はじまりにカーテンコール」配信リリース。
2013年 - シングル「1は100」をデジタル配信リリース（JCOM音楽情報番組「J:HEAVEN」EDテーマ）。11月、インディーズバンド「未成年」を解散。8年間の活動に幕を下ろす。
2014年 - アルバム「FROM CONCRETE JUNGLE」をデジタル配信リリース。その直後、音楽活動休止を発表。療養期間を経て、業界裏方プロモーターとしての業務を行う。
2021年 - 自身のInstagramにてアーティスト活動再開を発表。IZUMI professional a.k.a 伊津美敬 IZUMI TAKASHI 名義で「YES YES YES」をMV・デジタル配信でリリース。
2022年 - 4月1日、1stシングル「TEENAGE」を伊津美敬 IZUMI TAKASHI 名義にてMV・デジタル配信でリリース。BARKSにインタビューが掲載。長渕剛「ろくなもんじゃねえ」のカバーを発表。

## 来歴・人物
1981年12月3日、山口県山陽小野田市出身。血液型B型。山陽小野田市立小野田中学校在学中に日本のロックバンドに影響を受けギターをはじめる。同時期、ピアノ講師だった母親と死別。
山口県鴻城高等学校在学中、ギタリストとしてバンドTHE1:1(ザタイマン)を結成、県内外で活動。高校卒業後、アルバイトしていた建築現場で大規模な爆発事故に遭遇し一命をとりとめる。
失意の中、兵庫県姫路市での移住生活を経て、1999年11月に単身上京。シンガー、バンドマンとして活動を全国的に行う。バンド解散後は芸能プロダクションで就業や裏方業務を経てプロモーター、プロデューサーとして活動。
尊敬するアーティストとして長渕剛、矢沢永吉を挙げている。
プライベートでは中学時代にゲーマーで地元で開催されたストリートファイターIIの大会で優勝。現在Eスポーツ ストリートファイター6のプレイヤーである。別名義として伊津美昴、izumi subaru の表記時期もあった。
本業のプロモーター業務では、音楽著作権、著作隣接権、知的財産権、などの法務知識と、デジタル音楽配信、ウェブ知識のツールに。欧米式のエージェントスタイルを取り入れ様々なクリエイターと提携。2021年6月現在はエンタメ企業のコンサルタント、芸能プロモーターとして活動。

## アーティスト・シンガーとしての活動
高校時代にギター・ボーカルとしてバンド、THE1:1(ザタイマン)を結成。地口県宇部市のライブハウスを拠点に活動しヤマハのコンテストで受賞。福岡県北九州市や広島市内などの活動を行う。
途中、兵庫県姫路市に移住し、矢沢永吉の著書成りあがりに触発され、夜行バスで単身上京。小金井市や多摩地区にて生活、音楽スタジオなどでのアルバイトを行いソロワークでの活動を経てロックバンド 未成年を結成。独学でマネジメント知識を習得、自主レーベル OFFICE TEENAGEを設立。バンドではリーダー・ボーカル・ギタリストを務める。
松隈ケンタを迎え、LOFT RECORDS（ロフト）、SPACE SHOWER MUSICよりアルバム2枚をCD・デジタル配信にてリリース。都内を中心としたライブ活動に加え国内でのライブツアーを行う。中村敦、横道坊主、鈴木慎一郎、KAZUKI Classics（LUCA）等のアーティストと共演。後にメンバー脱退による活動休止を経て、解散。
ソロアーティスト 伊津美 昴 IZUMI SUBARUとしても活動開始。SPACE SHOWER MUSICよりデジタル配信にてリリース。JCOM ケーブルTV「J:HEAVEN」（MC:緒方豊和）エンディングテーマを担当。矢沢永吉主催のバックバンドオーディションへの参加、YouTube上で長渕剛の「しゃぼん玉」をカバーし歌い再生回数30万回を超える。
バンド・ソロワークでの音楽的な共通性として、ロック、J-POP、エレクトリック・ギター、アコースティック・ギターを基調とした楽曲構成であり、歌唱・作詞に関して「生きることへの衝動や葛藤など、生々しいほどのメッセージ性を持ったリリックを、時に叫び、時に神妙に歌い、言葉に生命を与えていく」とCDジャーナルにて評されている。

## ディスコグラフィ
| 発売日         | 作品名      | 種別     | 形態            | 発売元               | 関係者                                                                                   | 関連                                              |
| -------------- | ----------- | -------- | --------------- | -------------------- | ---------------------------------------------------------------------------------------- | ------------------------------------------------- |
| 2021年03月12日 | YES YES YES | シングル | デジタル配信/MV | IZUMI PROMOTION inc. | 作詞：磯野未来 作曲：OKB 音楽クリエイター：白土とおる 映像ディレクター：Masashi Oosawa   | TEICHIKU MUSIC,INC. ONEtoONE Agency CANDY GO! GO! |
| 2022年04月01日 | TEENAGE     | シングル | デジタル配信/MV | IZUMI PROMOTION inc. | 作詞・作曲：伊津美敬 音楽クリエイター：金真範、池田公洋 映像ディレクター：Masashi Oosawa | NexTone                                           |

| 発売日         | 作品名                                  | 種別     | 形態         | 発売元         | 販売元             | 収録曲                                  |
| -------------- | --------------------------------------- | -------- | ------------ | -------------- | ------------------ | --------------------------------------- |
| 2012年09月26日 | 沈没船の船長より                        | シングル | デジタル配信 | OFFICE TEENAGE | SPACE SHOWER MUSIC | 01: 沈没船の船長より                    |
| 2012年09月26日 | 沈没船の船長より                        | シングル | デジタル配信 | OFFICE TEENAGE | SPACE SHOWER MUSIC | 02: 夢であえたら ～俺とお前と三鷹東八～ |
| 2012年12月19日 | クリスマスには俺のもとへ帰って来いよー! | シングル | デジタル配信 | OFFICE TEENAGE | SPACE SHOWER MUSIC | クリスマスには俺のもとへ帰って来いよー! |
| 2012年12月26日 | はじまりにカーテンコール                | アルバム | デジタル配信 | OFFICE TEENAGE | SPACE SHOWER MUSIC | 01: 自由にしてあげよう                  |
| 2012年12月26日 | はじまりにカーテンコール                | アルバム | デジタル配信 | OFFICE TEENAGE | SPACE SHOWER MUSIC | 02: 神様二人は                          |
| 2012年12月26日 | はじまりにカーテンコール                | アルバム | デジタル配信 | OFFICE TEENAGE | SPACE SHOWER MUSIC | 03: Stop The Time                       |
| 2012年12月26日 | はじまりにカーテンコール                | アルバム | デジタル配信 | OFFICE TEENAGE | SPACE SHOWER MUSIC | 04: 三年前                              |
| 2012年12月26日 | はじまりにカーテンコール                | アルバム | デジタル配信 | OFFICE TEENAGE | SPACE SHOWER MUSIC | 05: Soccer Ball                         |
| 2012年12月26日 | はじまりにカーテンコール                | アルバム | デジタル配信 | OFFICE TEENAGE | SPACE SHOWER MUSIC | 06: カーテンコール                      |
| 2013年06月26日 | 1は100                                  | シングル | デジタル配信 | OFFICE TEENAGE | SPACE SHOWER MUSIC | 1は100                                  |
| 2014年04月30日 | FROM CONCRETE JUNGLE                    | アルバム | デジタル配信 | OFFICE TEENAGE | SPACE SHOWER MUSIC | 01: 夜明けマイセルフ                    |
| 2014年04月30日 | FROM CONCRETE JUNGLE                    | アルバム | デジタル配信 | OFFICE TEENAGE | SPACE SHOWER MUSIC | 02: 火の輪をくぐって                    |
| 2014年04月30日 | FROM CONCRETE JUNGLE                    | アルバム | デジタル配信 | OFFICE TEENAGE | SPACE SHOWER MUSIC | 03: 1は100 (2014 Ver.)                  |
| 2014年04月30日 | FROM CONCRETE JUNGLE                    | アルバム | デジタル配信 | OFFICE TEENAGE | SPACE SHOWER MUSIC | 04: シャンディガフ                      |
| 2014年04月30日 | FROM CONCRETE JUNGLE                    | アルバム | デジタル配信 | OFFICE TEENAGE | SPACE SHOWER MUSIC | 05: 夢であえたら (2014 Ver.)            |
| 2014年04月30日 | FROM CONCRETE JUNGLE                    | アルバム | デジタル配信 | OFFICE TEENAGE | SPACE SHOWER MUSIC | 06: お前をしあわせにするならば          |
| 2014年04月30日 | FROM CONCRETE JUNGLE                    | アルバム | デジタル配信 | OFFICE TEENAGE | SPACE SHOWER MUSIC | 07: BBQをしよう                         |
| 2014年04月30日 | FROM CONCRETE JUNGLE                    | アルバム | デジタル配信 | OFFICE TEENAGE | SPACE SHOWER MUSIC | 08: いじめっ子の倒し方                  |
| 2014年04月30日 | FROM CONCRETE JUNGLE                    | アルバム | デジタル配信 | OFFICE TEENAGE | SPACE SHOWER MUSIC | 09: 沈没船の船長より (2014 Ver.)        |
| 2014年04月30日 | FROM CONCRETE JUNGLE                    | アルバム | デジタル配信 | OFFICE TEENAGE | SPACE SHOWER MUSIC | 10: Message & Engage                    |

| 発売日         | 作品名            | 種別     | 形態             | 発売元         | 販売元                          | 収録曲                                     |
| -------------- | ----------------- | -------- | ---------------- | -------------- | ------------------------------- | ------------------------------------------ |
| 2010年02月03日 | masurawo          | アルバム | CD・デジタル配信 | OFFICE TEENAGE | LOFT RECORDS SPACE SHOWER MUSIC | 01: 君に伝えられること                     |
| 2010年02月03日 | masurawo          | アルバム | CD・デジタル配信 | OFFICE TEENAGE | LOFT RECORDS SPACE SHOWER MUSIC | 02: masurawo                               |
| 2010年02月03日 | masurawo          | アルバム | CD・デジタル配信 | OFFICE TEENAGE | LOFT RECORDS SPACE SHOWER MUSIC | 03: 忘れぬ拳                               |
| 2010年02月03日 | masurawo          | アルバム | CD・デジタル配信 | OFFICE TEENAGE | LOFT RECORDS SPACE SHOWER MUSIC | 04: 漂流時代〜looking for the misted-sun〜 |
| 2010年02月03日 | masurawo          | アルバム | CD・デジタル配信 | OFFICE TEENAGE | LOFT RECORDS SPACE SHOWER MUSIC | 05: ETERNITY                               |
| 2010年02月03日 | masurawo          | アルバム | CD・デジタル配信 | OFFICE TEENAGE | LOFT RECORDS SPACE SHOWER MUSIC | 06: 向日葵                                 |
| 2010年02月03日 | masurawo          | アルバム | CD・デジタル配信 | OFFICE TEENAGE | LOFT RECORDS SPACE SHOWER MUSIC | 07: メメントモリ                           |
| 2010年02月03日 | masurawo          | アルバム | CD・デジタル配信 | OFFICE TEENAGE | LOFT RECORDS SPACE SHOWER MUSIC | 08: ED BOYZ!!                              |
| 2010年02月03日 | masurawo          | アルバム | CD・デジタル配信 | OFFICE TEENAGE | LOFT RECORDS SPACE SHOWER MUSIC | 09: 純真                                   |
| 2010年02月03日 | masurawo          | アルバム | CD・デジタル配信 | OFFICE TEENAGE | LOFT RECORDS SPACE SHOWER MUSIC | 10: Southern Cross                         |
| 2010年02月03日 | masurawo          | アルバム | CD・デジタル配信 | OFFICE TEENAGE | LOFT RECORDS SPACE SHOWER MUSIC | 11: TEENAGE                                |
| 2010年02月03日 | masurawo          | アルバム | CD・デジタル配信 | OFFICE TEENAGE | LOFT RECORDS SPACE SHOWER MUSIC | 12: 成-naru-                               |
| 2011年07月29日 | Peterpan Syndrome | アルバム | CD・デジタル配信 | OFFICE TEENAGE | SPACE SHOWER MUSIC              | 01: PETERPAN SYNDROME GIRL                 |
| 2011年07月29日 | Peterpan Syndrome | アルバム | CD・デジタル配信 | OFFICE TEENAGE | SPACE SHOWER MUSIC              | 02: いのちの砂時計                         |
| 2011年07月29日 | Peterpan Syndrome | アルバム | CD・デジタル配信 | OFFICE TEENAGE | SPACE SHOWER MUSIC              | 03: ジレンマ発、栄光行き                   |
| 2011年07月29日 | Peterpan Syndrome | アルバム | CD・デジタル配信 | OFFICE TEENAGE | SPACE SHOWER MUSIC              | 04: 未だ見ぬ君に誓うオルゴール             |
| 2011年07月29日 | Peterpan Syndrome | アルバム | CD・デジタル配信 | OFFICE TEENAGE | SPACE SHOWER MUSIC              | 05: 拝啓LOSER...                           |
| 2011年07月29日 | Peterpan Syndrome | アルバム | CD・デジタル配信 | OFFICE TEENAGE | SPACE SHOWER MUSIC              | 06: HOME SWEET HOME                        |
| 2011年07月29日 | Peterpan Syndrome | アルバム | CD・デジタル配信 | OFFICE TEENAGE | SPACE SHOWER MUSIC              | 07: daybyday 〜今日やらずして明日はない〜  |
| 2011年07月29日 | Peterpan Syndrome | アルバム | CD・デジタル配信 | OFFICE TEENAGE | SPACE SHOWER MUSIC              | 08: Lonely Rolling Days                    |
| 2011年07月29日 | Peterpan Syndrome | アルバム | CD・デジタル配信 | OFFICE TEENAGE | SPACE SHOWER MUSIC              | 09: 刹那秒針                               |
| 2011年07月29日 | Peterpan Syndrome | アルバム | CD・デジタル配信 | OFFICE TEENAGE | SPACE SHOWER MUSIC              | 10: タイムマシーンに乗って                 |
| 2011年07月29日 | Peterpan Syndrome | アルバム | CD・デジタル配信 | OFFICE TEENAGE | SPACE SHOWER MUSIC              | 11: 幸せであれ                             |
| 2011年07月29日 | Peterpan Syndrome | アルバム | CD・デジタル配信 | OFFICE TEENAGE | SPACE SHOWER MUSIC              | 12: 畦道                                   |

## プロモーター、プロデューサーとしての活動
制作イベント企画として押尾学トークギグを大阪・東京の2会場にて主催。司会を担当。初日の7月22日は大阪 難波 ロフトプラスワンWEST、2日目の7月24日は東京 渋谷 DAIAにて開催。トーク内容はネット上に出回っている「押尾語録」について押尾本人への真偽検証、ファンとのツーショット撮影などが行われた。また東京でのイベントではマック赤坂も登場 押尾とはもともとの面識はまったくなく、テレビのニュースで復活をしたという情報から独自で押尾にアポイントをとりイベント開催を実現したという。開催前に賛否両論だったイベントも週刊SPAやスポーツ新聞各社での肯定的な掲載にて成功させる。